# Kvaløya (Finnmark)
Pour les articles homonymes, voir Kvaløya.
Kvaløya (du norvégien signifiant : « île des baleines » ; en same du Nord : Sállir) est une île du comté de Finnmark en Norvège. D'une superficie de 336 km2, elle est située dans les kommunes de Hammerfest et de Kvalsund.
La ville de Hammerfest se trouve sur sa côte orientale, et est reliée au continent par le pont de Kvalsund.